# Station Herby Stare
Station Herby Stare is een spoorwegstation in de Poolse plaats Herby.